# Bloglovin'
Bloglovin' es una plataforma que permite a los usuarios leer, organizar y descubrir sus blogs favoritos en móvil y ordenador. Es una plataforma centrada en el diseño que agrega feeds de fuentes con RSS feeds, permitiendo a los usuarios descubrir y organizar el contenido. A partir de abril de 2014, Bloglovin' alcanzó los casi 16 millones de usuarios mensuales. Bloglovin' provee principalmente al público "estilo de vida". El 90% de los usuarios en Bloglovin' son mujeres.

## Historia

### Fundación y primeros años
Bloglovin' se fundó en un garaje en Taby, Suecia en 2007 por Dan Carlberg, Daniel Swenson, Patrik Ring, Mattias Swenson y Daniel Gren. Lanzado como “Blogkoll” (en sueco para “mantener pista de los blogs”), el objetivo inicial de Bloglovin' era ayudar a los seguidores de la moda a mantenerse al día de los blogs sin tener que abrir múltiples ventanas en sus navegadores de internet. Bloglovin' finalmente se convirtió en una plataforma que permite a sus usuarios consumir, organizar y descubrir el contenido disgregado en internet. 
En octubre de 2011, Bloglovin' registró a su usuario número 1 millón.

### Financiación y Crecimiento

#### 2012
En 2012, Bloglovin' consiguió 1 millón de dólares en Series A Funding de inversores como Betawork, Lerer Aventuras, RRE Ventures, Hank P. Vigil & Fritz Lanman, Eric Martineau-Fortin, Rob Wiesenthal, Jill Greenthal, e Investment AB Kinnevik.

#### 2013
En enero de 2013, Bloglovin' cambió sus oficinas centrales a Nueva York. La compañía continúa con una oficina en Estocolmo, Suecia. Bloglovin' experimentó un crecimiento significativo en los registros después del cierre de Google Reader. En mayo de 2013, el sitio lanzó un rediseño importante, en el cueal los cambios permitían a los usuarios conservar el contenido.
En septiembre de 2013, The Next Web incluyó a Bloglovin' en su lista de "50 Emprendedores de Nueva York Que Necesitas Conocer."

#### 2014
En febrero de 2014, Joy Marcus, anterior Director de Gestión en Gotham Ventures fue nombrado jefe ejecutivo de la oficina de Bloglovin'. Marcus es un “veterano de la industria” con “experiencia en los medios de comunicación e industria de la tecnología y un probado registro de lanzamiento y crecimiento de compañías.” Antes de unirse a Gotham Ventures, Marcus fue ejecutivo sénior en Time Warner (AOL) y Barnes&Noble.com, y pasó sus primeros años de carrera lanzando MTV en varios países, incluyendo Rusia y Sudáfrica. 
En abril de 2014, Bloglovin consiguió 7 millones de dólares en Series A fundin. El inversor mayoritario fue Northzone, y los fundadores de Babble y SoulCycle invirtieron personalmente en el sitio. Además, Bloglovin' recibió más financiación de sus inversores previos Betaworks, Lerer Ventures, While Star Capital y Bassett Investment Group. Según el CEO Marcus, esta inversión se usará principalmente para "recrutar talento ingeniero.”  En junio de 2014, Lead 411 llamó a Bloglovin' una de las "Compañías Más Calientes de Nueva York” Christian Hernández (WhiteStar), Bruce Jaffe (Glam Media), Paul Murphy (Betaworks, Dots), y Pär-Jörgen Pärson (Nothzone) se sentaron en el Consejo de Bloglovin'.

## Aplicaciones para Android e iOS
Bloglovin' también ofrece aplicaciones para las plataformas Android e iOS.

## Bloglovin' Awards
Los Bloglovin' Award, que tiene lugar anualmente desde 2011, son unos premios anuales otorgados durante la New York Fashion Week presentados que premía a blogueras en varias categorías. 

### Categorías de los Bloglovin' Awards y nominados en 2012[13]
Arizona Recién llegado del Año
- Olivia Palermo
- Tuula Vintage
- Wendy's  Lookbook
- I SPY DIY
- Honestly WTF

Tibi Premio de Inspiración
- The Coveteur
- Le Fashion
- The Vogue Weekend
- Textbook
- Into the Gloss

Negocio Blogger de la Moda del Año
- Elin Kling - Nowhere
- Tavi - RookieMag
- Jennine - Independent Fashion Bloggers
- Chiara Ferragni, Andy Torres, y Carolina Engman - Werelse
- Purseblog

Mejor Blog de Estilo Personal
- Fashion Toast
- Sea of Shoes
- Atlantic Pacific
- The Man Repeller
- The Glamourai

Mejor Blog Internacional
- Garotas Estúpidas
- Ena Matsumoto
- Kenza Zouiten
- Momoko Ogihara
- Lovelypepa

Mejor Blog de Noticias sobre Moda
- Refinery29
- Fashionista
- Who, What, Wear
- Women's Wear Daily
- Stylecaster

Mejor Blog Street Style
- Stockholm Street Style
- Scott Schuman
- Street Peeper
- Jak & Jil
- Streetfsn

Blog Más Original
- Bryan Boy
- Susie Bubble
- Julia Frakes
- Anna dello Russo
- From Me to You

Blogger del Año
- The Man Repeller

### Categorías de los Bloglovin Awards y nominados en 2011
Recién llegado del Año
- The Blonde Salad
- Natalie Off Duty
- Into the Gloss
- Oracle Fox
- Christeric

Mejor Blog de Estilo Personal
- Fashion Toast
- The Glamourai
- Sea of Shoes
- Cupcakes and Cashmere
- Karla's Closet

Mejor Blog de Noticias sobre Moda
- Refinery29
- theCut
- Fashionista
- Who What Wear
- Fashionologie

Mejor Blog Street Style
- Jak & Jill
- The Sartorialist
- Garance Dore'
- Face Hunter
- Streetpeper

Blog Más Original
- Bryan Boy
- Gala Darling
- Bunny Bisous
- The Man Repeller
- Style Bubble

Blogger del Año
- Fashion Toast